# Notos
Notos (latinsky Notus) v řecké mytologii je synem Titána Astraia a bohyně ranních červánků Éós. Je bohem jižního větru nebo též jižní vítr sám.
Jeho bratry jsou:
- Euros nazývaný též Argestés (dle Hésioda) - bůh východního nebo jihovýchodního větru
- Zefyros - bůh mírného západního větru
- Boreás - bůh severního větru

Notos je vítr mocný a nebezpečný, přináší vodní smrště, ohrožuje zejména plavce a lodníky. Nejzuřivější je, když se srazií se svým bratrem Boreem, bohem severního větru. Pod strašnými nápory obou větrů hrozí všemu zkáza. Řekové se tohoto větru velice obávali.